# 觀閣黎氏宗祠
觀閣黎氏宗祠位於四川省廣安市前鋒區，文物遺址年代判定為清。2012年7月16日公佈為第八批四川省文物保護單位。
觀閣黎氏宗祠，位於四川省廣安市前鋒區觀閣鎮七穀村2組。建於清代，坐東北朝西南。占地面積1188平方公尺，建築面積675平方公尺，由門牌樓、前廳、正廳（已毀）、左右廂房構成四合院佈局；門牌樓為磚石結構，寬33.68公尺，高約10公尺，單簷，中為石坊，四柱三間，寬6.5公尺，高7.4公尺，明間為通道，兩次間用青磚封堵；坊柱置有對聯，坊上雕人物、動物、花卉圖案；前廳中為戲樓，面闊6.5公尺，進深5.4公尺，左右各置配房3間；廂房面闊3間13.28公尺，進深5問6.14公尺，高5.4公尺，穿斗抬粱粱架，小青瓦屋面，懸山式屋頂。院內左右各有1口清代古井。觀閣黎氏宗祠門牌樓建築規模宏大，為磚石結構。其中間仿古建石坊的石雕藝術精湛，線條流暢，人物活潑生動，是不可多得的民間雕刻藝術珍品，對研究民間建築藝術、特點和該區域的石刻藝術提供了寶貴的實物材料。2011年，觀閣黎氏宗祠被廣安市人民政府公佈為市級文物保護單位。